# Stefan T. Possony
 (décembre 2023).
Si vous disposez d'ouvrages ou d'articles de référence ou si vous connaissez des sites web de qualité traitant du thème abordé ici, merci de compléter l'article en donnant les références utiles à sa vérifiabilité et en les liant à la section « Notes et références ».
Stefan Thomas Possony (15 mars 1913 à Vienne (Autriche) - 26 avril 1995 à Los Altos (Californie)) est un théoricien militaire américain d'origine autrichienne connu pour avoir conçu le U.S. Strategic Defense Initiative, connu sous le nom de Star Wars (« guerre des étoiles »).
Jeune économiste, diplômé de l'Université de Vienne, il quitte l'Autriche juste avant l'Anschluss en 1938 et gagne Paris. Il a participe en 1938 au colloque Walter Lippmann. Il venait alors de publier un livre intitulé en français L’économie de la guerre totale. 
Il s'installe en 1940 aux Etats-Unis, où il s'intéresse à la guerre moderne et à la stratégie. Il travaille pour le  Pentagone à partir de 1943 tout en ayant un poste à l'Université de Princeton puis il enseigne à l' Université de Georgetown avant de devenir dans les années 1960 directeur des études internationales de la Hoover Institution, installée sur le campus de l'Université Stanford, en Californie. Il est un des fondateurs de l’ISSA (International Strategic Studies Association).
Il est membre de la World Youth Crusade for Freedom (WYCF), de l'American council of world freedom, fondé en 1970, puis de l'United States Council for World Freedom (USCWF), formé en 1981 (membre de son board of directors), les deux dernières associations étant les branches américaines de la Ligue anticommuniste mondiale, en anglais World Anti-Communist League (WACL), dans la première moitié des années 1970 puis dans les années 1980.
À partir de 1973, il appartient en France au comité de patronage de Nouvelle École.

## Ouvrages
- Stefan T. Possony, L’économie de la guerre totale, Paris, Librairie de Médicis, 1939.
- (en) Stefan T. Possony et Jerry Pournelle, The strategy of technology: winning the decisive war, Dunellen, 1970.